# Christian Albers
Johann Christian Emil Albers (* 1. März 1870 in Bremen; † 15. März 1944 in Bremen) war ein deutscher Jurist und Politiker.

## Biografie
Albers erlangte 1889 in Bremen das Abitur. Anschließend studierte er an der Philipps-Universität Marburg, der Rheinischen Friedrich-Wilhelms-Universität Bonn und der Friedrich-Wilhelms-Universität Berlin Rechtswissenschaft. 1890 wurde er Mitglied des Corps Hasso-Nassovia. Im selben Jahr schloss er sich dem Corps Rhenania Bonn an. 1894 legte er das Referendarexamen ab und wurde zum Dr. jur. promoviert. 1898 legte er das Assessorexamen ab und wurde Rechtsanwalt in Bremen. Vier Jahre später wurde er Notar. Von 1914 bis 1933 war er Vorstandsmitglied der Hanseatischen Anwaltskammer. Am Ersten Weltkrieg nahm er als Hauptmann der Reserve teil und wurde mit dem Eisernen Kreuz II. Klasse ausgezeichnet.
Albers war von 1919 bis 1923 Mitglied der Bremischen Bürgerschaft. Er war seit 1898 mit Elisabeth Nebelthau verheiratet, mit der er einen Sohn und drei Töchter hatte. Der Professor für Physiologie Johann Eberhard Nebelthau war sein Schwager.